# Лугова (Артемовський міський округ)
Лугова́ (рос. Луговая) — присілок у складі Артемовського міського округу Свердловської області.
Населення — 46 осіб (2010, 60 у 2002).
Національний склад населення станом на 2002 рік: росіяни — 92 %.